# Tupčina
 Tupčina  falu Horvátországban Zágráb megyében. Közigazgatásilag Zsumberk községhez tartozik.

## Fekvése
Zágrábtól 44 km-re délnyugatra, községközpontjától Kostanjevactól 4 km-re északnyugatra a Zsumberki-hegység déli lejtőin fekszik. Településrészei: Duralije, Horvatini, Jankovići, Oštro, Ribići, Slobodnjaki és Vlahovići.

## Története
1830-ban 7 házában 99 katolikus lakos élt. 1857-ben 109-en lakták. 1910-ben 203 lakosa volt. Trianon előtt Zágráb vármegye Jaskai járásához tartozott. A falunak 2011-ben 52 lakosa volt. Lakói mezőgazdasággal, állattenyésztéssel, szőlőtermesztéssel foglalkoznak. Az oštrci Szent Mária Magdolna  plébániához tartoznak.

## Lakosság
| Lakosság változása | Lakosság változása | Lakosság változása | Lakosság változása | Lakosság változása | Lakosság változása | Lakosság változása | Lakosság változása | Lakosság változása | Lakosság változása | Lakosság változása | Lakosság változása | Lakosság változása | Lakosság változása | Lakosság változása | Lakosság változása |
| ------------------ | ------------------ | ------------------ | ------------------ | ------------------ | ------------------ | ------------------ | ------------------ | ------------------ | ------------------ | ------------------ | ------------------ | ------------------ | ------------------ | ------------------ | ------------------ |
| 1857               | 1869               | 1880               | 1890               | 1900               | 1910               | 1921               | 1931               | 1948               | 1953               | 1961               | 1971               | 1981               | 1991               | 2001               | 2011               |
| 109                | 158                | 183                | 214                | 221                | 203                | 193                | 212                | 219                | 233                | 185                | 148                | 102                | 101                | 59                 | 52                 |

## Nevezetességei
A plébánia épülete Tupčina település szélén épült, 1752-ben Čolnić püspök kúriájaként. A téglalap alaprajzú épület belsejét barokk koncepcióval alakítottak ki. Központi szalonja két kisebb oldalsó szoba között van, míg hátul további két szoba és egy lépcső található. A kúria különlegessége a sokszög alaprajzú kápolna, amely teljesen az alapépületen kívül található, és az oldalsó szalonból közelíthető meg. A kúria máig megőrizte az eredeti térszerkezetet, a boltozatokat, belső ácsmunkákat, a stukkó mennyezeti díszítéseket és festett homlokzatdíszt.